# Coupe CECAFA des clubs 1996
Navigation
Édition 1995 Édition 1997
La Coupe CECAFA des clubs 1996 est la vingt-deuxième édition de la Coupe Kagame inter-club, une compétition organisée par la CECAFA (Conseil des Associations de Football d'Afrique de l'Est et Centrale) et qui regroupe les clubs d'Afrique de l'Est s'étant illustré dans leur championnat national. Les rencontres se jouent en Tanzanie, à Dar es Salam et Mwanza.
Cette édition regroupe huit formations réparties en deux poules. Les deux premiers de chaque poule se qualifient pour la phase finale, jouée en matchs à élimination directe.
C'est le tenant du titre, Simba SC, qui évolue à domicile qui remporte le trophée, après avoir battu le club rwandais de l'APR FC en finale. C'est le cinquième titre de l'histoire du club dans la compétition alors que l'APR atteint la finale pour ce qui est la première participation d'une équipe rwandaise dans l'épreuve, un an après l'intégration de la fédération rwandaise dans la CECAFA.
La Tanzanie, pays hôte de la compétition et nation du tenant du titre, a le droit d'engager deux clubs alors que l'ensemble des autres membres de la CECAFA aligne un représentant. Plusieurs nations membres de la CECAFA n'engagent pas de représentant : Djibouti, l'Érythrée, l'Éthiopie et les Seychelles.

## Équipes participantes
- Simba SC - Champion de Tanzanie 1995 et tenant du titre
- Young Africans FC - Vice-champion de Tanzanie 1995
- Gor Mahia - Champion de Kenya 1995
- APR FC - Champion du Rwanda 1995
- Express FC - Champion d'Ouganda 1995
- Small Simba FC - Champion de Zanzibar 1995
- Al Hilal Omdurman - Champion du Soudan 1995
- Alba FC - Champion de Somalie 1995

## Compétition

### Premier tour
Groupe A :
| Rang | Équipe            | Pts | J | G | N | P | Bp | Bc | Diff |  | Résultats (▼ dom., ► ext.) |  |     |     |     |
| ---- | ----------------- | --- | - | - | - | - | -- | -- | ---- |  | -------------------------- |  | --- | --- | --- |
| 1    | APR FC            | 7   | 3 | 2 | 1 | 0 | 3  | 1  | +2   |  | APR FC                     |  | 1-0 | 2-1 | 0-0 |
| 2    | Simba SC          | 6   | 3 | 2 | 0 | 1 | 3  | 1  | +2   |  | Simba SC                   |  |     | 1-0 | 2-0 |
| 3    | Al Hilal Omdurman | 3   | 3 | 1 | 0 | 2 | 2  | 3  | -1   |  | Al Hilal Omdurman          |  |     |     | 1-0 |
| 4    | Small Simba FC    | 1   | 3 | 0 | 1 | 2 | 0  | 3  | -3   |  | Small Simba FC             |  |     |     |     |

Groupe B :
| Rang | Équipe            | Pts | J | G | N | P | Bp | Bc | Diff |  | Résultats (▼ dom., ► ext.) |  |     |     |       |
| ---- | ----------------- | --- | - | - | - | - | -- | -- | ---- |  | -------------------------- |  | --- | --- | ----- |
| 1    | Gor Mahia         | 7   | 3 | 2 | 1 | 0 | 4  | 2  | +2   |  | Gor Mahia                  |  | 1-1 | 3-1 | gagné |
| 2    | Young Africans FC | 7   | 3 | 2 | 1 | 0 | 3  | 1  | +2   |  | Young Africans FC          |  |     | 1-0 | 1-0   |
| 3    | Express FC        | 3   | 3 | 1 | 0 | 2 | 11 | 5  | +6   |  | Express FC                 |  |     |     | 10-1  |
| 4    | Alba FC           | 0   | 3 | 0 | 0 | 3 | 1  | 11 | -10  |  | Alba FC                    |  |     |     |       |

### Phase finale
|  | Demi-finales      | Demi-finales      | Demi-finales | Demi-finales |                               |             | Finale | Finale | Finale | Finale |
|  |                   |                   |              |              |                               |             |        |        |        |        |
|  |                   |                   |              |              |                               |             |        |        |        |        |
|  | Gor Mahia         | Gor Mahia         | 0            | 0            |                               |             |        |        |        |        |
|  | Gor Mahia         | Gor Mahia         | 0            | 0            |                               |             |        |        |        |        |
|  | Simba SC          | Simba SC          | 1            | 1            |                               |             |        |        |        |        |
|  | Simba SC          | Simba SC          | 1            | 1            | Simba SC ap                   | Simba SC ap | 1      | 1      |        |        |
|  |                   |                   |              |              | Simba SC ap                   | Simba SC ap | 1      | 1      |        |        |
|  |                   |                   | APR FC       | APR FC       | 0                             | 0           |        |        |        |        |
|  | APR FC tab        | APR FC tab        | APR FC       | APR FC       | 0                             | 0           | 2 (4)  | 2 (4)  |        |        |
|  | APR FC tab        | APR FC tab        |              |              |                               |             |        | 2 (4)  |        |        |
|  | Young Africans FC | Young Africans FC | 2 (2)        | 2 (2)        |                               |             |        |        |        |        |
|  | Young Africans FC | Young Africans FC | 2 (2)        | 2 (2)        | Match pour la troisième place |             |        |        |        |        |
|  |                   |                   |              |              |                               |             |        |        |        |        |
|  |                   |                   |              |              |                               |             |        |        |        |        |
|  | Gor Mahia         | Gor Mahia         | 4            | 4            |                               |             |        |        |        |        |
|  | Gor Mahia         | Gor Mahia         | 4            | 4            |                               |             |        |        |        |        |
|  | Young Africans FC | Young Africans FC | 0            | 0            |                               |             |        |        |        |        |
|  | Young Africans FC | Young Africans FC | 0            | 0            |                               |             |        |        |        |        |

### Finale
|  | Simba SC      | 1 - 0 ap | APR FC | Dar es Salam |
|  | G.Masatu 115e |          |        |              |

| Coupe Kagame inter-clubs Simba SC 5e titre |